# 関ケ原町

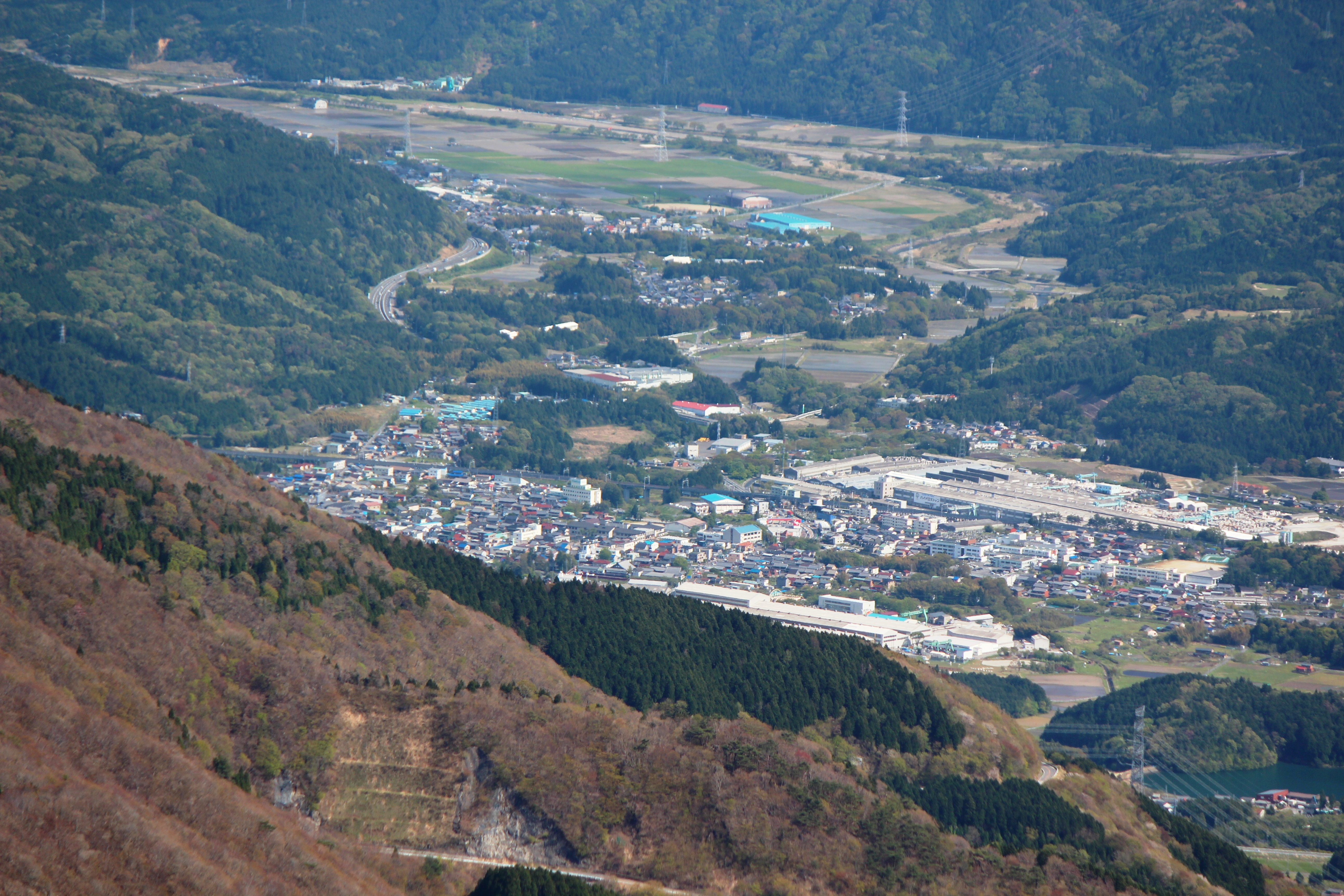
伊吹山ドライブウェイからみた関ケ原町

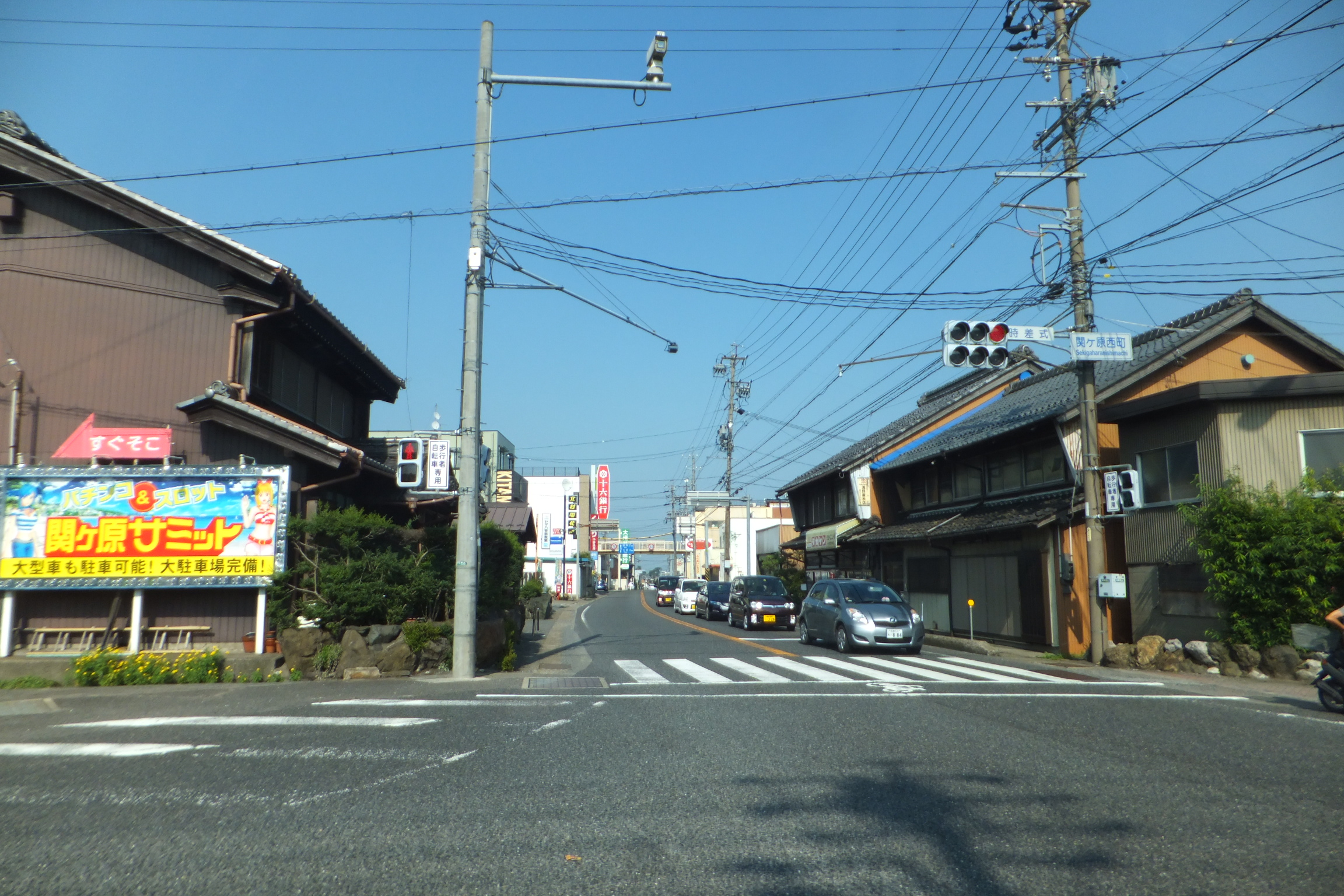
関ケ原町の中心部
関ケ原で撮影

関ケ原町（せきがはらちょう）は、岐阜県西濃地方西端の不破郡に属する町。
自治体名称の正式表記には小書きの「関ヶ原」ではなく「関ケ原」を採用している。古代日本の壬申の乱や近世の関ヶ原の戦いの古戦場がある地として知られる。

## 地理

### 位置
岐阜県西端の滋賀県との県境に位置しており、北の伊吹山地と南の鈴鹿山脈の間にある。古来より近畿地方と東海地方や東国を結ぶ交通の要衝であった。古代には三関の一つ不破関が置かれた。江戸時代までは中山道の沿道で、現在も名神高速道路や東海道新幹線などが通っている。

### 地形
- 山：城山、松尾山、天満山、笹尾山、桃配山、岩倉山、丸山、霊仙山
- 川：相川、藤古川、黒血川、祖父谷川、今須川、須川、大栗毛川
- 湖：池寺池、八幡池、小栗毛池、中田池、十九女池

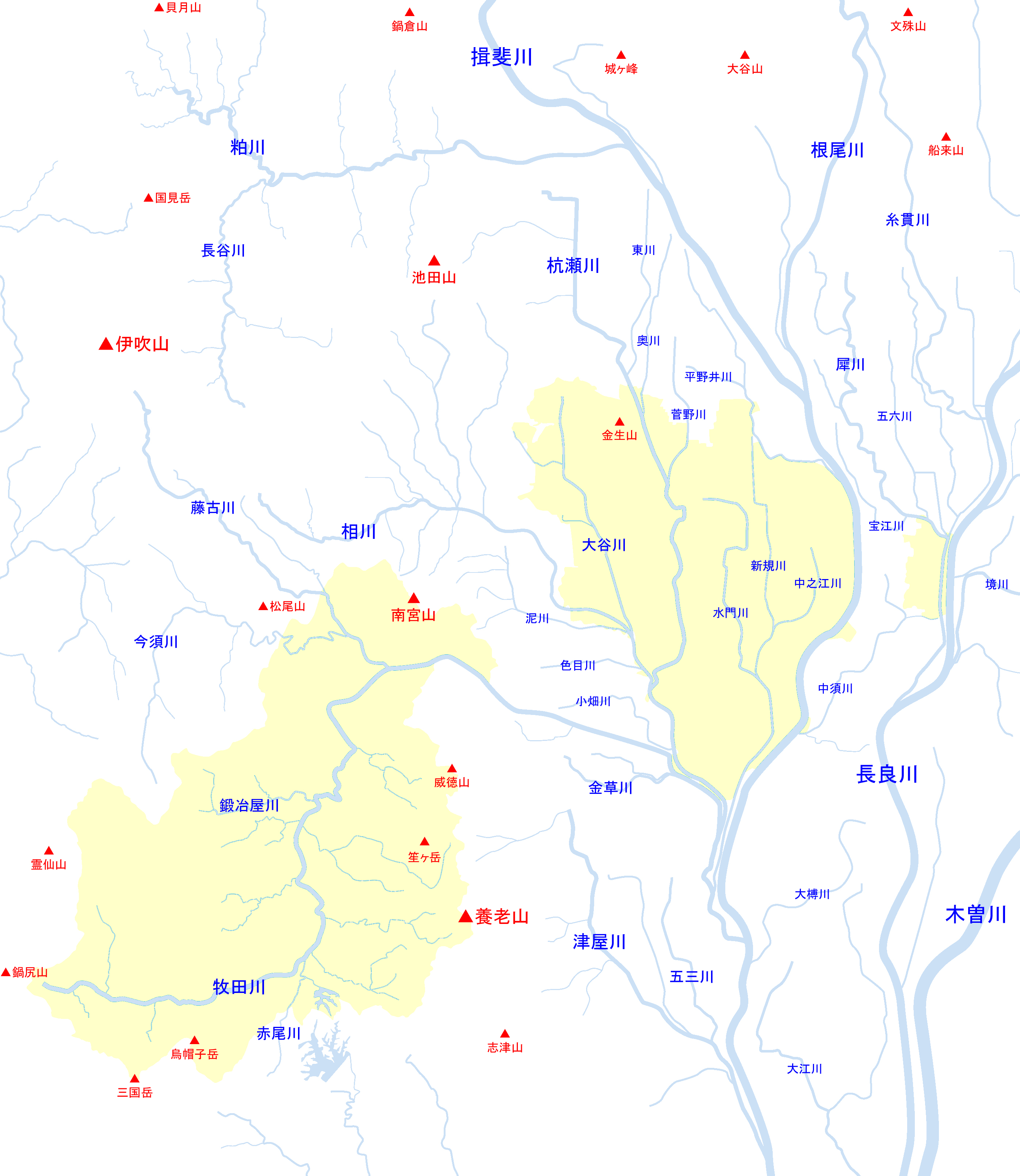
大垣市周辺河川の位置関係図

### 隣接する自治体
| 岐阜県 - 大垣市 - 不破郡垂井町 - 揖斐郡揖斐川町 |  | 滋賀県 - 米原市 |

### 気候
日本海側気候で、若狭湾から伊吹山地を経て吹き込む季節風（伊吹おろし）により、冬は雪が降りやすい豪雪地帯となっている。関ケ原町付近は山地が途切れている地形上、雪雲が通ると濃尾平野の都市部の岐阜市や名古屋市などでも20センチ以上の降雪を記録する大雪になることもある。
- 気温 - 最高38.2°C（2025年（令和7年）7月30日）、最低-8.7°C（1984年（昭和59年）2月12日）[3]
- 最大日降水量 - 305.5ミリ（2017年（平成29年）10月22日）[3]
- 最大瞬間風速 - 26.3メートル（2018年（平成30年）9月4日）[3]
- 最深積雪 - 91センチ（2022年（令和4年）2月6日）
- 夏日最多日数 - 138日（2024年（令和6年））
- 真夏日最多日数 - 80日（2024年（令和6年））
- 猛暑日最多日数 - 25日（2024年（令和6年））
- 熱帯夜最多日数 - 29日（2010年（平成22年））
- 冬日最多日数 - 76日（1984年（昭和59年））

| 関ケ原（平均値：1991年 - 2020年、極値：1978年 - 現在、標高130m）の気候 | 関ケ原（平均値：1991年 - 2020年、極値：1978年 - 現在、標高130m）の気候 | 関ケ原（平均値：1991年 - 2020年、極値：1978年 - 現在、標高130m）の気候 | 関ケ原（平均値：1991年 - 2020年、極値：1978年 - 現在、標高130m）の気候 | 関ケ原（平均値：1991年 - 2020年、極値：1978年 - 現在、標高130m）の気候 | 関ケ原（平均値：1991年 - 2020年、極値：1978年 - 現在、標高130m）の気候 | 関ケ原（平均値：1991年 - 2020年、極値：1978年 - 現在、標高130m）の気候 | 関ケ原（平均値：1991年 - 2020年、極値：1978年 - 現在、標高130m）の気候 | 関ケ原（平均値：1991年 - 2020年、極値：1978年 - 現在、標高130m）の気候 | 関ケ原（平均値：1991年 - 2020年、極値：1978年 - 現在、標高130m）の気候 | 関ケ原（平均値：1991年 - 2020年、極値：1978年 - 現在、標高130m）の気候 | 関ケ原（平均値：1991年 - 2020年、極値：1978年 - 現在、標高130m）の気候 | 関ケ原（平均値：1991年 - 2020年、極値：1978年 - 現在、標高130m）の気候 | 関ケ原（平均値：1991年 - 2020年、極値：1978年 - 現在、標高130m）の気候 |
| 月                                                                     | 1月                                                                    | 2月                                                                    | 3月                                                                    | 4月                                                                    | 5月                                                                    | 6月                                                                    | 7月                                                                    | 8月                                                                    | 9月                                                                    | 10月                                                                   | 11月                                                                   | 12月                                                                   | 年                                                                     |
| ---------------------------------------------------------------------- | ---------------------------------------------------------------------- | ---------------------------------------------------------------------- | ---------------------------------------------------------------------- | ---------------------------------------------------------------------- | ---------------------------------------------------------------------- | ---------------------------------------------------------------------- | ---------------------------------------------------------------------- | ---------------------------------------------------------------------- | ---------------------------------------------------------------------- | ---------------------------------------------------------------------- | ---------------------------------------------------------------------- | ---------------------------------------------------------------------- | ---------------------------------------------------------------------- |
| 最高気温記録 °C （°F）                                                 | 15.6 (60.1)                                                            | 19.1 (66.4)                                                            | 23.7 (74.7)                                                            | 29.5 (85.1)                                                            | 32.6 (90.7)                                                            | 36.5 (97.7)                                                            | 38.2 (100.8)                                                           | 37.9 (100.2)                                                           | 35.9 (96.6)                                                            | 30.7 (87.3)                                                            | 25.0 (77)                                                              | 19.7 (67.5)                                                            | 38.2 (100.8)                                                           |
| 平均最高気温 °C （°F）                                                 | 6.9 (44.4)                                                             | 8.0 (46.4)                                                             | 12.1 (53.8)                                                            | 18.0 (64.4)                                                            | 23.0 (73.4)                                                            | 26.2 (79.2)                                                            | 30.0 (86)                                                              | 31.8 (89.2)                                                            | 27.6 (81.7)                                                            | 21.9 (71.4)                                                            | 15.8 (60.4)                                                            | 9.9 (49.8)                                                             | 19.27 (66.68)                                                          |
| 日平均気温 °C （°F）                                                   | 3.1 (37.6)                                                             | 3.6 (38.5)                                                             | 7.1 (44.8)                                                             | 12.6 (54.7)                                                            | 17.6 (63.7)                                                            | 21.5 (70.7)                                                            | 25.4 (77.7)                                                            | 26.7 (80.1)                                                            | 22.8 (73)                                                              | 17.0 (62.6)                                                            | 11.0 (51.8)                                                            | 5.6 (42.1)                                                             | 14.5 (58.1)                                                            |
| 平均最低気温 °C （°F）                                                 | −0.1 (31.8)                                                            | 0.0 (32)                                                               | 2.6 (36.7)                                                             | 7.6 (45.7)                                                             | 12.9 (55.2)                                                            | 17.7 (63.9)                                                            | 22.1 (71.8)                                                            | 23.1 (73.6)                                                            | 19.2 (66.6)                                                            | 13.0 (55.4)                                                            | 6.8 (44.2)                                                             | 2.1 (35.8)                                                             | 10.58 (51.06)                                                          |
| 最低気温記録 °C （°F）                                                 | −6.6 (20.1)                                                            | −8.7 (16.3)                                                            | −5.5 (22.1)                                                            | −1.2 (29.8)                                                            | 4.3 (39.7)                                                             | 10.6 (51.1)                                                            | 15.2 (59.4)                                                            | 14.6 (58.3)                                                            | 9.7 (49.5)                                                             | 3.8 (38.8)                                                             | −1.7 (28.9)                                                            | −5.8 (21.6)                                                            | −8.7 (16.3)                                                            |
| 降水量 mm （inch）                                                     | 140.8 (5.543)                                                          | 111.9 (4.406)                                                          | 143.0 (5.63)                                                           | 160.7 (6.327)                                                          | 204.0 (8.031)                                                          | 242.4 (9.543)                                                          | 297.5 (11.713)                                                         | 194.9 (7.673)                                                          | 283.1 (11.146)                                                         | 169.2 (6.661)                                                          | 95.9 (3.776)                                                           | 138.5 (5.453)                                                          | 2,181.9 (85.902)                                                       |
| 降雪量 cm （inch）                                                     | 59 (23.2)                                                              | 42 (16.5)                                                              | 8 (3.1)                                                                | 0 (0)                                                                  | 0 (0)                                                                  | 0 (0)                                                                  | 0 (0)                                                                  | 0 (0)                                                                  | 0 (0)                                                                  | 1 (0.4)                                                                | 0 (0)                                                                  | 29 (11.4)                                                              | 139 (54.6)                                                             |
| 平均降水日数 （≥1.0mm）                                                | 15.6                                                                   | 13.0                                                                   | 13.1                                                                   | 11.1                                                                   | 10.8                                                                   | 12.3                                                                   | 13.5                                                                   | 10.9                                                                   | 11.3                                                                   | 9.7                                                                    | 10.0                                                                   | 15.7                                                                   | 147                                                                    |
| 平均月間日照時間                                                       | 125.3                                                                  | 137.0                                                                  | 177.6                                                                  | 188.5                                                                  | 188.4                                                                  | 145.3                                                                  | 151.6                                                                  | 182.1                                                                  | 143.4                                                                  | 155.7                                                                  | 146.1                                                                  | 134.2                                                                  | 1,875.2                                                                |
| 出典1：気象庁                                                          |                                                                        |                                                                        |                                                                        |                                                                        |                                                                        |                                                                        |                                                                        |                                                                        |                                                                        |                                                                        |                                                                        |                                                                        |                                                                        |
| 出典2：気象庁                                                          |                                                                        |                                                                        |                                                                        |                                                                        |                                                                        |                                                                        |                                                                        |                                                                        |                                                                        |                                                                        |                                                                        |                                                                        |                                                                        |

### 地名
自治体の正式表記は「関ケ原町」であるが、関ヶ原インターチェンジなど「関ヶ原」表記も混在する（関ヶ原の戦い関連施設を除く）。関ケ原町以西の本州内に、「ケ」の文字が使われる自治体は一切存在しない。そのため「ヶ」「ケ」の文字が使われる本州最西端の自治体である。
- 関ケ原
- 藤下
- 野上
- 松尾
- 山中
- 今須（旧・今須村）
- 玉（旧・玉村）
- 大高（旧・岩手村）

### 地域
- 本町を担当する中部電力パワーグリッドの営業所は大垣営業所である[5]。ただし今須地区は関西電力送配電（彦根配電営業所）のエリアである[6]。
- 本町で話される方言は美濃弁であるが、今須地区で話される方言は近江弁に近い[7]。

## 歴史

### 沿革
- 1889年（明治22年）7月1日 - 町村制施行に伴い、不破郡関ケ原村が成立する。
- 1897年（明治30年）4月1日 - 不破郡関ケ原村・松尾村・藤下村・山中村及び相川村の一部（野上）が合併し、関原村となる。
- 1928年（昭和3年）4月1日 - 関原村が町制施行し、関ケ原町となる。
- 1954年（昭和29年）9月1日 - 不破郡関ケ原町・玉村・今須村及び岩手村の一部が合併し、関ケ原町となる[8]。
- 1971年（昭和46年）3月16日 - 町章を制定する[9]。
- 2007年（平成19年）7月17日 - 町役場の庁舎が移転。
- 2020年（令和2年）10月21日 - 岐阜関ケ原古戦場記念館が開館[10]。

### 変遷表
| 明治元年      | 明治12年 2月18日 郡区町村 編制法施行 | 明治22年 7月1日 町村制施行 | 明治30年 4月1日 郡制施行 | 昭和3年 4月1日                           | 昭和29年 9月1日 -9月10日        | 現在            |
| ------------- | ------------------------------------ | -------------------------- | ------------------------ | ---------------------------------------- | ------------------------------- | --------------- |
| 不破郡 今須村 | 不破郡 今須村                        | 不破郡 今須村              | 不破郡 今須村            | 不破郡 今須村                            | 昭和29年 9月1日 不破郡 関ケ原町 | 不破郡 関ケ原町 |
| 不破郡 玉村   | 不破郡 玉村                          | 不破郡 玉村                | 不破郡 玉村              | 不破郡 玉村                              | 昭和29年 9月1日 不破郡 関ケ原町 | 不破郡 関ケ原町 |
| 不破郡 関原村 | 不破郡 関原村                        | 不破郡 関原村              | 不破郡 関原村            | 昭和3年 4月1日 町制 改称 不破郡 関ケ原町 | 昭和29年 9月1日 不破郡 関ケ原町 | 不破郡 関ケ原町 |
| 不破郡 松尾村 | 不破郡 松尾村                        | 不破郡 松尾村              | 不破郡 関原村            | 昭和3年 4月1日 町制 改称 不破郡 関ケ原町 | 昭和29年 9月1日 不破郡 関ケ原町 | 不破郡 関ケ原町 |
| 不破郡 藤下村 | 不破郡 藤下村                        | 不破郡 藤下村              | 不破郡 関原村            | 昭和3年 4月1日 町制 改称 不破郡 関ケ原町 | 昭和29年 9月1日 不破郡 関ケ原町 | 不破郡 関ケ原町 |
| 不破郡 山中村 | 不破郡 山中村                        | 不破郡 山中村              | 不破郡 関原村            | 昭和3年 4月1日 町制 改称 不破郡 関ケ原町 | 昭和29年 9月1日 不破郡 関ケ原町 | 不破郡 関ケ原町 |
| 不破郡 野上村 | 不破郡 野上村                        | 不破郡 相川村              | 不破郡 関原村            | 昭和3年 4月1日 町制 改称 不破郡 関ケ原町 | 昭和29年 9月1日 不破郡 関ケ原町 | 不破郡 関ケ原町 |
| 不破郡 伊吹村 | 不破郡 伊吹村                        | 不破郡 相川村              | 不破郡 岩手村            | 不破郡 岩手村                            |                                 | 不破郡 関ケ原町 |
| 不破郡 伊吹村 | 不破郡 伊吹村                        | 不破郡 相川村              | 不破郡 岩手村            | 不破郡 岩手村                            | 昭和29年 9月10日 不破郡 垂井町  | 不破郡 垂井町   |

## 人口
| |                                          |  |
| 関ケ原町と全国の年齢別人口分布（2005年） | 関ケ原町の年齢・男女別人口分布（2005年） |  |
| ■紫色 ― 関ケ原町 ■緑色 ― 日本全国 | ■青色 ― 男性 ■赤色 ― 女性                |  |
| 関ケ原町（に相当する地域）の人口の推移 \| 1970年（昭和45年） \| 10,788人 \| \| \| 1975年（昭和50年） \| 10,718人 \| \| \| 1980年（昭和55年） \| 10,483人 \| \| \| 1985年（昭和60年） \| 10,147人 \| \| \| 1990年（平成2年） \| 9,544人 \| \| \| 1995年（平成7年） \| 9,405人 \| \| \| 2000年（平成12年） \| 9,110人 \| \| \| 2005年（平成17年） \| 8,618人 \| \| \| 2010年（平成22年） \| 8,096人 \| \| \| 2015年（平成27年） \| 7,419人 \| \| \| 2020年（令和2年） \| 6,610人 \| \| |                                          |  |
| 総務省統計局 国勢調査より |                                          |  |
| 1970年（昭和45年） | 10,788人                                 |  |
| 1975年（昭和50年） | 10,718人                                 |  |
| 1980年（昭和55年） | 10,483人                                 |  |
| 1985年（昭和60年） | 10,147人                                 |  |
| 1990年（平成2年） | 9,544人                                  |  |
| 1995年（平成7年） | 9,405人                                  |  |
| 2000年（平成12年） | 9,110人                                  |  |
| 2005年（平成17年） | 8,618人                                  |  |
| 2010年（平成22年） | 8,096人                                  |  |
| 2015年（平成27年） | 7,419人                                  |  |
| 2020年（令和2年） | 6,610人                                  |  |

## 行政
- 町長：西脇康世（2012年12月26日就任、3期目）

| 代       | 氏名         | 就任日         | 退任日         | 備考                                           |
| -------- | ------------ | -------------- | -------------- | ---------------------------------------------- |
| 初       | 早野禎一郎   | 1928年4月1日   | 1932年         |                                                |
| 2        | 藤井治左衛門 | 1932年5月      | 1934年         |                                                |
| 3        | 川崎好一     | 1934年3月      | 1946年         |                                                |
| 臨時代理 | 田中喜和治   | 1946年11月     | 1947年4月      |                                                |
| 4        | 高井昌一     | 1947年4月      | 1970年         |                                                |
| 5        | 沢村正之     | 1970年8月      | 1982年         |                                                |
| 6        | 北野堅一     | 1982年9月24日  | 1994年9月23日  |                                                |
| 7        | 西村忠明     | 1994年9月24日  | 1998年9月23日  |                                                |
| 8        | 相撲正一     | 1998年9月24日  | 2001年2月22日  | ごみ処分場の用地取得難航を理由に辞職           |
| 9        | 桐山一男     | 2001年4月15日  | 2003年1月10日  | 病気療養を理由に辞職                           |
| 10       | 吉田儀一     | 2003年3月2日   | 2004年11月29日 | 合併是非をめぐる住民意向調査の結果を受けて辞職 |
| 11       | 浅井健太郎   | 2004年12月26日 | 2012年12月25日 |                                                |
| 12       | 西脇康世     | 2012年12月26日 | 現職           |                                                |

（『関ヶ原町史 通史編 下巻』関ケ原町、1993年1月1日、534頁。）

## 議会

### 町議会
- 定数：8人
- 任期：2023年4月30日 - 2027年4月29日[20]
- 議長：谷口輝男
- 副議長：松井正樹

### 衆議院
- 選挙区：岐阜2区（大垣市、海津市、養老郡、不破郡、安八郡、揖斐郡）
- 任期：2021年10月31日 - 2025年10月30日
- 当日有権者数：300,608人
- 投票率：56.09%

| 当落 | 候補者名   | 年齢 | 所属党派   | 新旧別 | 得票数    | 重複 |
| ---- | ---------- | ---- | ---------- | ------ | --------- | ---- |
| 当   | 棚橋泰文   | 58   | 自由民主党 | 前     | 108,755票 | ○    |
|      | 大谷由里子 | 58   | 国民民主党 | 新     | 40,179票  | ○    |
|      | 三尾圭司   | 45   | 日本共産党 | 新     | 16,374票  |      |

## 教育

### 保育園
- 東保育園
- 西保育園
- 今須保育園

### 小学校
- 関ケ原町立関ケ原小学校

### 中学校
- 関ケ原町立関ケ原中学校

## 施設
- 関ケ原町役場
- 関ヶ原郵便局
- 関ケ原ふれあいセンター
- 関ケ原町中央公民館
- 関ケ原町民体育館
- 今須体育館（旧・今須小中学校体育館）
- 桃配運動公園
- 垂井警察署管轄区域
  - 関ヶ原交番
  - 今須駐在所
- 不破消防組合
  - 西消防署
- 国民健康保険関ケ原診療所

## 交通

### 鉄道路線

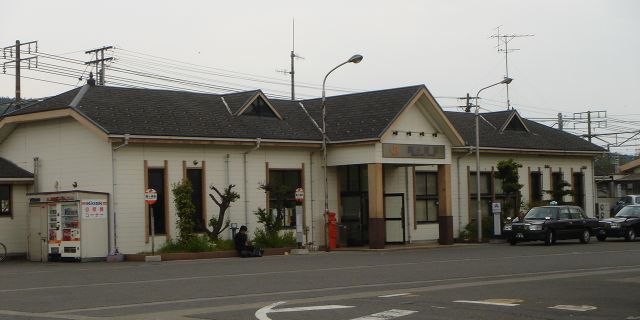
関ケ原駅

東海旅客鉄道（JR東海）
- 東海道本線：関ケ原駅

### 路線バス
- 名阪近鉄バス

### コミュニティバス
- 関ケ原町ふれあいバス

### 道路

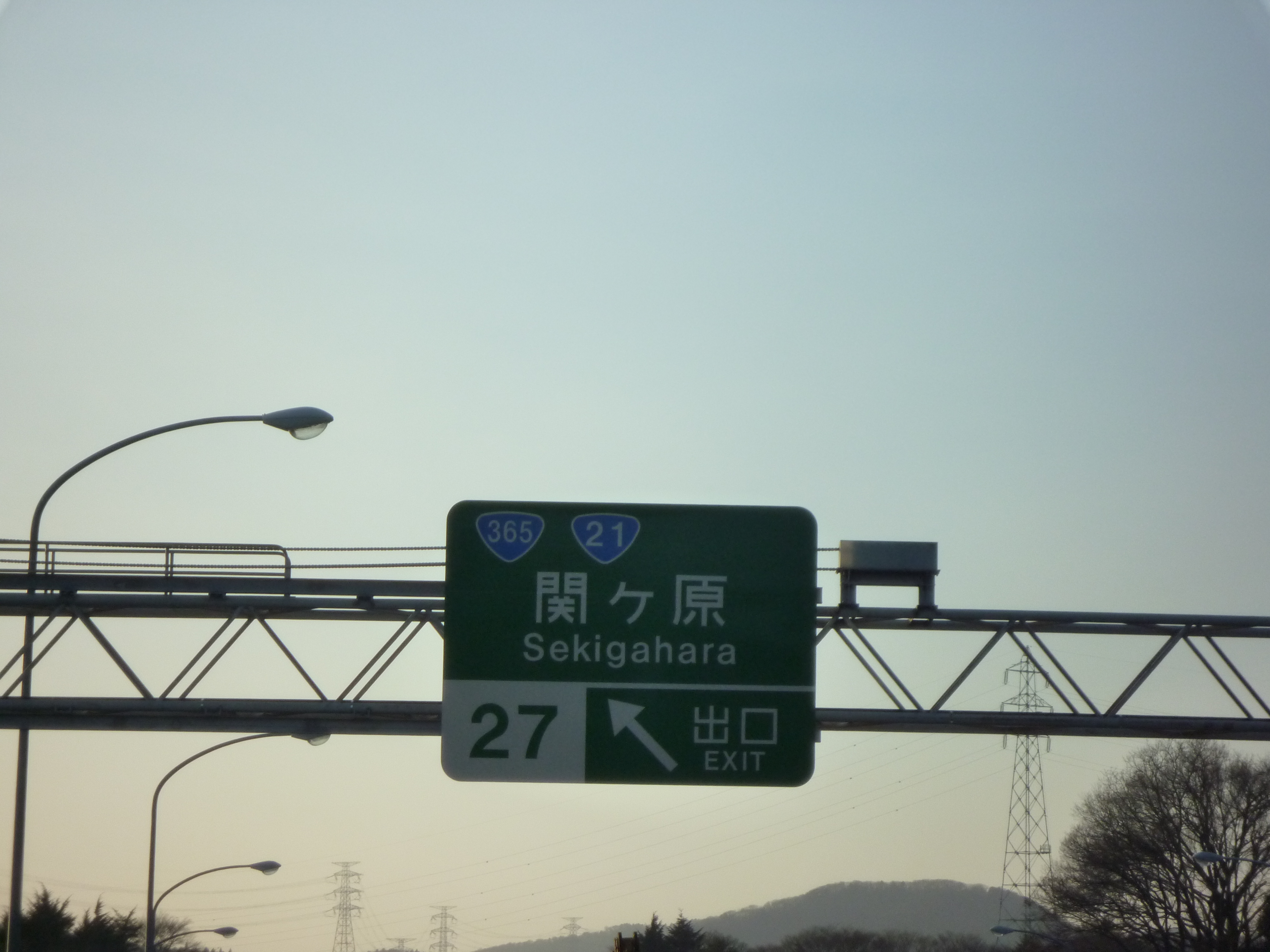
関ヶ原IC

#### 高速道路
- 名神高速道路：関ヶ原IC

#### 一般国道
- 国道21号
  - 関ヶ原バイパス
- 国道365号

#### 主要地方道
- 岐阜県道53号岐阜関ケ原線
- 岐阜県道56号南濃関ケ原線

#### 一般県道
- 岐阜県道229号牧田関ケ原線
- 岐阜県道236号関ケ原停車場線

#### 有料道路
- 伊吹山ドライブウェイ

#### 自然遊歩道
- 東海自然歩道

## 通信
- 市外局番は町内全域で0584（大垣MA）が用いられる。
  - 市内局番は主に40番台を使用。

## 姉妹都市・提携都市

### 国内
兄弟都市
- 日置市（鹿児島県）

1963年締結（旧・日置郡伊集院町）
ゆかりのまち
- 岡崎市（愛知県）

1983年7月1日締結
災害時相互応援協定
- 養老町（岐阜県養老郡）

2017年5月9日締結
- 垂井町（岐阜県不破郡）

2017年5月9日締結
- 神戸町（岐阜県安八郡）

2017年5月9日締結
- 輪之内町（岐阜県安八郡）

2017年5月9日締結
- 安八町（岐阜県安八郡）

2017年5月9日締結

### 海外
- ペンシルベニア州・ゲティスバーグ
- ペンシルベニア州・ゲティスバーグ国立軍事公園

2016年9月5日 「姉妹古戦場協定」を締結。南北戦争のゲティスバーグの戦いと関ケ原の戦いが共に「内戦に終止符を打ち、平和をもたらした戦い」であった事などが理由。
- ワーテルロー（ワーテルローの戦い）

2017年8月31日 「姉妹古戦場協定」を締結。2016年にはゲティスバーグとともに「世界古戦場サミット」を開催した。

## 名所・旧跡・観光スポット
- 関ヶ原古戦場跡
- 笹尾山 - 石田三成陣跡。
- 桃配山 - 徳川家康最初陣跡。
- 松尾山 - 小早川秀秋陣跡。
- 大谷吉継の墓・陣跡
- 島津義弘陣跡
- 宇喜多秀家陣跡
- 小西行長陣跡
- 徳川家康最後の陣跡
- 松平忠吉・井伊直政陣跡
- 田中吉政陣跡
- 宇喜多秀家陣跡
- 福島正則陣跡
- 脇坂安治陣跡
- 黒田長政・竹中重門陣跡
- 藤堂高虎・京極高次陣跡
- 自害峰の三本杉
- 岐阜関ケ原古戦場記念館
- 関ケ原町歴史民俗学習館
- 不破関跡
- 不破関資料館
- 関ケ原駅前観光交流館
- 関ケ原笹尾山交流館
- 関ヶ原ウォーランド
- 関ケ原戦国甲冑館
- 中山道関ヶ原宿・今須宿
- エコミュージアム関ケ原
- 胡麻の郷
- 玉の火薬庫（名古屋陸軍兵器補給廠関ヶ原分廠）
- 十九女池
- 鶯の滝
- 関ヶ原鍾乳洞
- 聖蓮寺

- 徳川家康最後陣地
- 不破関跡
- 寝物語の里、岐阜・滋賀県境
- 関ケ原町歴史民俗学習館
- 岐阜関ケ原古戦場記念館
- 十九女池を通過する東海道新幹線

## 関東と関西の境界線
関東、関西の味の境界線とされておりカップうどんは両方の製品が置かれている。その他、立ち食いうどん、おでん（関東炊き）、ポテトチップスの味付けも関ケ原、飛騨山脈（北アルプス）・親不知を結んだ線を境界線として味を分けている。